# Жадько, Виктор Алексеевич
Виктор Алексеевич Жадько (род. 16 февраля 1952, село на Черкащине), украинский писатель, учёный, краевед, некрополист. Доктор философских наук (2008), профессор (2011), академик АН ВО Украины (с 2008; Отделение массовой коммуникации).  Внештатный советник Министра культуры Украины (с 2010 -2012);  внештатный советник Министра образования и науки Украины (с 2021), Член НСЖУ (1978), член НСПУ (2002), член Национального союза краеведов Украины (2010 - 2012; добровольно вышел с Союза краеведов). Активный участник  Революции достоинства.

## Биография
В 1976 году окончил с красным дипломом Николаевский педагогический институт. С 1978 по 1979 год работал в газете «Знамя Октября» в городе Николаеве. С 1981 по 1984 год на партийной работе в городе Николаеве. Работал в районных, областных и Всеукраинских газетах и журналах — редактором отдела, главным редактором издания. Заведовал кафедрой журналистик в одном из университетов Украины. 

## Книги и повести
- «Де стежку торували партизани» (1978)  (укр.)
- «Передай вогонь синам» (1984)
- «Вулиці Миколаєва» (1985)
- «Де стежку торували партизани» (1987)
- «Материзна» (2002)
- Трилогия «Благословенне святим Миколаєм» (2000)
- «Грек із душею українця» (2003)  (укр.)
- «Восставшие против императора» (2003)
- «А степ як море» (2003)
- «Узбереги Божої ріки» (2003)  (укр.)
- «Байковий некрополь» (2004)
- «Сміливий Олексійко»  (укр.)
- «Український некрополь»
- «Основи журналістики та редакційно-видавнича справа» (2005)
- «У пам’яті Києва: Столичний некрополь письменників»  (укр.)
- «Микола Аркас» у двох томах (2008)
- «Некрополь на Байковій горі» (2009)
- «Іду за Шевченком» (2010)  (укр.)
- «Черкащина. Универсальная энциклопедия»(составитель,2010)
- Журналістика та основи редакторської майстерності (2012)
- «Кирило Осьмак: Заповідаю вам Україну» (2012)
- «Шевченків Вільно» (у співавторстві; 2012)  (укр.)
- «Ідемо за Шевченком» (у співавторстві; 2012)  (укр.)
- «Енциклопедія некрополезнавства» (упорядник, 2013)
- «Печерськ Тараса Шевченка» (2014)
- «Обрані педагогікою» (2014)
- «Історичний календар» (2015)
- "Київська земля -Тарасова колиска" (2017)
- Болять Україні могили її поколінь. -К.,2020.-360 с
- Жадько В. О. Микола Аркас: Катерина. Опера: текст і клавір: рецензії, листування / Віктор Жадько. — Київ: Жадько В. О., 2008. — 864 с.
- Жадько В. О. Микола Аркас: роман-пошук / Віктор Жадько. — Київ: Жадько В. О., 2008. — 632 с.
- Жадько В. О. У пам'яті Києва: іст. наук. фотоіл. довід. / Віктор Жадько. — Київ: Жадько В. О., 2005. — 472 с.
- Автор 650 научных и публицистично-художественных статей,  в научных изданиях, журналах и газете «Кримська світлиця»[2].